# Пам'ятник Черняховському (Воронеж)
Пам'ятник генералу Івану Даниловичу Черняховському — пам'ятник, встановлений у Воронежі на однойменній площі.

## Історія пам'ятника та опис
Пам'ятник генералу був відкритий в 1950 році у Вільнюсі, на площі Черняховського (нині лит. Vinco Kudirkos aikštė, V. Kudirkos aikštė). Авторами пам'ятника були скульптор М. В. Томський та архітектор Л. Г. Голубовський.
Пам'ятник Черняховському представлений скульптурою в повний зріст, в розхристаній шинелі і без головного убору. Бронзова фігура була встановлена на прямокутному гранітному постаменті, прикрашеному барельєфами, що зображують людей, які з радістю зустрічають радянських солдатів. На передній стороні постаменту напис литовською мовою: «Генералу армії Черняховському І. Д. від литовського народу» (лит. Armijos generolui Černiachovskiui I. D. nuo lietuvių tautos) та дві рельєфні п'ятикутні зірки. Біля підніжжя пам'ятника знаходився гранітний надгробок із бронзовим вінком з лаврового листя, а також пам'ятний напис з датами народження і смерті І. Д. Черняховського (1906—1945). Литовський дитячий письменник Костас Кубілінскас написав вірш «Біля пам'ятника Черняховському» (лит. Prie Černiachovskio paminklo).
Після визволення Литви від радянської окупації на початку 1990-тих років пам'ятник був демонтований владою Вільнюса. Незважаючи на протидію місцевої влади, начальник міського управління культури Іван Чухнов, за підтримки місцевого гарнізону, домігся порятунку пам'ятника від знищення і перевіз його до Воронежа. У Воронежі пам'ятник простояв у дерев'яному упакуванні два роки, поки громадськість міста збирала кошти на новий постамент. Бронзова фігура була встановлена на новому бетонному постаменті, облицьованому плитами з рожевого павловського граніту, авторства воронезького архітектора С. А. Гильова. Пам'ятник у Воронежі був відкритий 9 травня 1993 року.
У 2011 році місце навколо пам'ятника напередодні 425-річчя міста було заново упорядковане.